# Neptis mamaja
Neptis mamaja är en fjärilsart som beskrevs av Butler 1879. Neptis mamaja ingår i släktet Neptis och familjen praktfjärilar. Inga underarter finns listade i Catalogue of Life.